# Журавский охотничий заказник
Журавский охотничий заказник — бывшая природно-заповедная территория в Чертковском районе Ростовской области. Был создан в 1975 году и ликвидирован в 2005 году.

## История
Журавский охотничий заказник был создан в 1975 году согласно Решению Облисполкома № 1093 от 18 декабря 1975 года. Изначально его площадь согласно документации составляла 12 тысяч гектар, затем в документах указывалась общая площадь 13,7 тысяч гектар. Заказник относится к категории особо охраняемых природных территорий. Согласно Распоряжению № 301 от 07.11.2005 года Администрации Ростовской области охотничий заказник областного значения Журавский был ликвидирован.

## Описание
Территория Журавского охотничьего заказника включала в себя урочища Широкий, Кострыкино, Крутенький, Веденева, Соленый. Из 13,7 га природоохранной территории 3 тысячи гектаров составляла пашня, 6,9 тысяч гектаров — территория пастбищ и 3,8 гектаров — лесные массивы. На севере заказник граничит с территорией от границы с Воронежской областью до границы Верхнедонского района. На востоке по границе района до хутора Степного. С юга — от хутора степного по границе Щедровского охотничьего хозяйства. На западной стороне территория проходит до стыка с границей Воронежской области.